# Františka Josefa Portugalská
Infantka Františka Josefa Marie Xaverie (30. ledna 1699, Lisabon – 15. července 1736, Lisabon) byla portugalská infantka (princezna) a poslední z osmi dětí krále Petra II. Portugalského a jeho druhé ženy Marie Žofie Falcko-Neuburské.
Františka se narodila a zemřela v Lisabonu. Nikdy se nevdala a neměla děti a zemřela když jí bylo 37 let. Je pohřbena v Královském panteonu dynastie Braganzů v Lisabonu.